# Haplogruppe D (mtDNA)
Die Haplogruppe D ist in der Humangenetik eine Haplogruppe der Mitochondrien (mtDNA). 
Forscher sind der Ansicht, dass sie in Asien vor rund 60.000 Jahren entstand. Sie ist ein Nachkomme der Haplogruppe M.
Haplogruppe D findet sich in Nordostasien (einschließlich Sibirien) und ist auch eine von fünf Haplogruppen der Indianer, wovon die anderen A, B, C und X sind.
Haplogruppe D findet sich recht häufig in Zentralasien, wo es die zweithäufigste mtDNA Haplogruppe (nach H) ist. Haplogruppe D ist auch in niedriger Frequenz in Nordosteuropa und im südwestlichen Asien bekannt.
In seinem populären Buch Die sieben Töchter Evas gibt Bryan Sykes der Urmutter dieser mtDNA-Haplogruppe den Namen Djigonasee.

## Stammbaum
Dieser phylogenetische Stammbaum der Subgruppen von Haplogruppe D basiert auf einer Veröffentlichung von Mannis van Oven und Manfred Kayser und anschließender wissenschaftlicher Forschung.
- D
  - D4
    - D1
      - D1a
      - D1b
      - D1c
      - D1d

    - D4a
      - D4a1
        - D4a1a
        - D4a1b
        - D4a1c

      - D4a2
        - D4a2a

      - D4a3
        - D4a3a

      - D4a4

    - D4b
      - D4b1
        - D3
        - D4b1a
          - D4b1a1
          - D4b1a2
            - D4b1a2a
              - D4b1a2a1
                - D4b1a2a1a

        - D4b1b
          - D4b1b1
          - D4b1b1a
          - D4b1b2

      - D4b2
        - D4b2a
          - D4b2a1
          - D4b2a2
            - D4b2a2a
            - D4b2a2b

        - D4b2b
          - D4b2b1
            - D4b2b1a
            - D4b2b1b

          - D4b2b2
          - D4b2b3

    - D4c
      - D4c1
        - D4c1a
          - D4c1a1

        - D4c1b
          - D4c1b1

      - D4c2

    - D4d
    - D4e
      - D4e1
        - D2
          - D2a
            - D2a1
              - D2a1a
              - D2a1b

          - D2b

        - D4e1a
          - D4e1a1
          - D4e1a2

    - D4e2
      -         - D4e2a
        - D4e2b
        - D4e2c

    - D4f
    - D4g
      - D4g1
        - D4g1a
        - D4g1b
        - D4g1c

      - D4g2
        - D4g2a
          - D4g2a1

    - D4h
      - D4h1
        - D4h1a

      - D4h3

    - D4i
      - D4i1
      - D4i2

    - D4j
    - D4k
    - D4l
      - D4l1
      - D4l2
        - D4l2a

    - D4m
      - D4m1
      - D4m2

    - D4n
      - D4n1

    - D4o
      - D4o1
      - D4o2

    - D5
      - D5a'b
        - D5a
          - D5a1
            - D5a1a

          - D5a2
            - D5a2a
              - D5a2a1
                - D5a2a1a
                - D5a2a1b

        - D5b
          - D5b1
            - D5b1a
            - D5b1b
              - D5b1b1

          - D5b2

      - D5c
      - D5d
        - D5d1

    - D6